# نورمان بيلي (بواق)
نورمان بيلي (بالإنجليزية: Norman Bailey)‏ هو بواق أمريكي، ولد في 6 فبراير 1913، وتوفي في 11 يوليو 1984.

## وصلات خارجية
- نورمان بيلي على موقع IMDb (الإنجليزية)